# Sebastián Martínez (Fußballspieler, 1983)
Sebastián Martínez, vollständiger Name Sebastián Rodrigo Martínez Aguirre, (* 11. April 1983 in Montevideo) ist ein uruguayischer Fußballspieler.

## Karriere
Der 1,86 Meter große Defensivakteur Martínez stand zu Beginn seiner Karriere von 2001 bis Ende 2003 in Reihen der Mannschaft von Sud América. 2004 gehörte er dem Kader Plaza Colonias an und wurde 16-mal (kein Tor) in der Primera División eingesetzt. Von 2005 bis Ende Januar 2009 spielte er für den Club Atlético Cerro. Für die Montevideaner bestritt er – mangels vorliegender Einsatzstatistiken unter Außerachtlassung der Spielzeit 2006/07 – 72 Ligapartien und erzielte zwei Treffer. Anschließend war er bis Juli 2010 für Godoy Cruz aktiv. Bei den Argentiniern lief er in 29 Erstligapartien auf und schoss ein Tor. Sodann wechselte er auf Leihbasis zum Quilmes AC. Dem Klub aus der gleichnamigen Stadt blieb er bis Februar 2015 als Spieler verbunden und wirkte in diesem Zeitraum in 99 Ligabegegnungen (fünf Tore) und drei Partien (kein Tor) der Copa Argentina mit. Bis Juli 2015 setzte er seine Karriere dann bei den Newell’s Old Boys fort, absolvierte aber lediglich drei Erstligaspiele (kein Tor) für den Verein aus Rosario. Es folgte ein Wechsel zu Atlético de Rafaela. Dort stehen saisonübergreifend 15 Einsätze in der Primera División und einer im nationalen Pokalwettbewerb für ihn zu Buche. Einen persönlichen Torerfolg konnte er bei dieser Station nicht vorweisen. Ende Juli 2016 verpflichteten ihn die Argentinos Juniors. Für den Verein aus dem bonarensischen Barrio La Paternal bestritt er bislang (Stand: 16. Juli 2017) 24 Spiele in der Primera B Nacional und erzielte einen Treffer.